# Antonio Salieri
Antonio Salieri (n. 18 august 1750, Legnago, Veneto, Italia – d. 7 mai 1825, Viena, Imperiul Austriac) a fost un compozitor și dirijor, maestru al Capelei Imperiale din Viena, rival al lui Mozart și îndrumător al lui Beethoven, Schubert și Liszt, unul dintre cei mai importanți muzicieni ai timpului său.  Cele mai cunoscute lucrări ale sale sunt: Europa recunoscută, Danaidele, Falstaff.  Se bănuiește și astăzi că ar fi fost implicat în moartea lui Mozart, deși marea majoritate a muzicologilor specializați în epoca respectivă sunt de părere că suspiciunea este total nefondată.

## Viața
Crescut într-o familie prosperă de negustori, Salieri a studiat două instrumente importante ale timpului, vioara și clavecinul, dar și toate elementele vocalismului. Fratele său Francesco, care era studentul lui Giuseppe Tartini, i-a fost profesor la rândul său.  Francesco era un violonist foarte talentat și era adesea chemat să cânte la festivalurile organizate de bisericile din jurul orășelului natal, Legnago.  Antonio erau mereu prezent unde Francesco era chemat să cânte.
După moartea destul de timpurie a părinților se mută la Padua, apoi la Veneția, unde a studiat basso continuo cu Giovanni Battista Pescetti.  În 1766, la Veneția, Salieri l-a întâlnit pe Florian Leopold Gassmann, compozitorul oficial al curții imperiale din Viena, care l-a invitat pe Salieri să vină în orașul imperial, unul din centrele muzicii clasice ale timpului.  Acolo, Salieri a studiat compoziția cu Gassmann, care l-a inițiat în metoda lui Johann Joseph Fux, Gradus ad Parnassum. Salieri a rămas la Viena pentru restul vieții sale.
În 1774, după moartea lui Gassmann, Salieri a fost numit compozitor al curții de către Împăratul Iosif II. A întâlnit-o pe soția sa, Therese von Helfersdorfe, în 1774. (Cuplul a urmat să aibă opt copii). Salieri a devenit Kapellmeister Imperial în 1788, o funcție pe care a ocupat-o până în 1824. A fost președinte al "Tonkünstler-Societät" (societate a artiștilor muzicali) din 1788 până în 1795, vice-președinte după 1795, și s-a ocupat de concertele ei până în 1818.
A atins un statut social elevat, și era adesea asociat cu alți compozitori celebri ca Joseph Haydn sau Louis Spohr. A avut roluri importante în muzica clasică a secolului al XIX-lea: le-a fost profesor unor faimoși compozitori ca Ludwig van Beethoven, Carl Czerny, Johann Nepomuk Hummel, Franz Liszt, Giacomo Meyerbeer, Ignaz Moscheles, Franz Schubert și Franz Xaver Süssmayr. I-a fost profesor și celui mai mic fiu al lui Mozart, Franz Xaver Wolfgang Mozart.
Salieri este îngropat în Matzleinsdorfer Friedhof (astăzi Zentralfriedhof) în Viena, Austria. La înmormântarea sa propria lui compoziție Requiem în C major - compusă în 1804 - a fost cântată pentru prima oară. Monumentul său este împodobit cu o poezie scrisă de Joseph Weigl, unul dintre elevii lui:
| Ruh sanft! Vom Staub entblößt, Wird Dir die Ewigkeit erblühen. Ruh sanft! In ew’gen Harmonien Ist nun Dein Geist gelöst . Er sprach sich aus in zaubervollen Tönen, Jetzt schwebt er hin zum unvergänglich Schönen. | Odihnește în pace! Neacoperită de colb, Veșnicia va înflori pentru tine. Odihnește în pace! În veșnice armonii Dizolvat este duhul tău. El s-a exprimat în note-ncântătoare, Acum plutește spre frumusețea nemuritoare. |

## Lucrări
În timpul vieții sale, Salieri a dobândit un mare prestigiu ca dirijor și compozitor, în principal pentru lucrările sale de operă, dar mai ales pentru muzica sacră sau muzica de cameră. Printre cele mai apreciate lucrări ale compozitorului se pot menționa Armida (1771), La scuola de' gelosi (1778), Der Rauchfangkehrer (1781), Les Danaïdes (1784), aceasta din urmă prezentată pentru prima dată ca o lucrare a compozitorului Gluck, intitulată Tarare d'Ormus (1788), Palmira, Regina di Persia (1795) și Falstaff o sia Le tre burle (1799)). A compus un număr relativ mic de lucrări instrumentale, printre care se pot menționa două concerte de pian, un concert pentru orgă scris în 1773, un concert pentru fluier, un concert pentru oboi și orchestră (în 1774) și un set de variațiuni având la bază lucrarea La Follia di Spagna din 1815.

## Salieri și Mozart
Se spune că Salieri a cauzat moartea lui Mozart prin otrăvirea acestuia, din cauza rivalității lor în domeniul muzical și pentru că Salieri resimțea puternic superioritatea lui Mozart. Muzicologii au respins în mod complet această teză, dar ea continuă să reziste în literatură,dar și în filmografie, exemplul cel mai ilustru fiind filmul din anul 1984 al lui Milos Forman, Amadeus. Adevărul este că Mozart și Salieri au fost uneori în competiție, dar s-au comportat amical unul față de celălalt și s-au respectat reciproc. Cu toate acestea, au existat și motive care au făcut să existe suspiciuni cu privire la o ostilitate între cei doi.
Astfel, în 1790, la Viena, Mozart menționa o serie de intrigi ale lui Salieri cu privire la noua sa operă Cosi fan tutte. Pe măsură ce muzica lui Mozart devenea tot mai populară de-a lungul anilor, muzica lui Salieri era uitată; imputări ulterioare au câștigat credibilitate și au întinat reputația lui Salieri. La începutul secolului al XIX-lea naționalismul crescând a dat naștere unei tendințe de a transfigura geniul austriac al lui Mozart în timp ce italianului Salieri i s-a atribuit rolul rivalului său diabolic. Singspiel Szenen aus Mozarts Leben LoWV28 (1832) a lui Albert Lortzing folosește clișeul intrigantului Salieri care încearcă să frâneze cariera lui Mozart. Trebuie spus însă că, deși născut italian, Salieri a trăit în Viena imperială de la vârsta de 16 ani și a fost privit ca un compozitor german. În 1772 împărăteasa Maria Tereza comenta preferințele sale pentru compozitorii italieni în defavoarea celor germani ca Gassmann, Salieri sau Gluck. Salieri însuși se vedea ca un compozitor german, după cum par să o demonstreze unele dintre scrisorile, cantatele, operele și cântecele sale scrise în limba germană.
Biograful Alexander Wheelock Thayer crede că suspiciunile lui Mozart în ceea ce îl privește pe Salieri se pot datora unui incident din 1781 când Mozart a solicitat să fie profesor de muzică al prințesei de Württemberg și Salieri a fost ales în locul lui datorită reputației sale de profesor de canto. În anul următor, Mozart a eșuat din nou în solicitarea de a fi profesorul de pian al prințesei.
Târziu apoi când Nunta lui Figaro nu a fost bine primită nici de împăratul Iosif al II-lea nici de public, Mozart a dat vina pe Salieri pentru eșecul operei. "Salieri și clica lui vor mișca cerurile și pământul ca să omoare opera", îi scrie Leopold Mozart fiicei sale Nannerl. dar în momentul premierei lui Figaro, Salieri era ocupat cu opera sa în limba franceză Les Horaces. Thayer crede că intrigile care au înconjurat eșecul lui Figaro au fost instigate de poetul Giovanni Battista Casti împotriva lui Lorenzo da Ponte, poetul Curții care a scris libretul de la Figaro.
Mai târziu când da Ponte era în Praga pregătind scenariul pentru Don Giovanni i s-a ordonat să se întoarcă în Viena pentru nunta regală la care va fi interpretat Axur, Re d'Ormus al lui Salieri. Evident, Mozart a fost nemulțumit de acest fapt.
Există, totuși, mai multe dovezi ale cooperării celor doi compozitori decât ale unor animozități reale dintre ei. De pildă, Mozart l-a angajat pe Salieri să îi predea fiului său Franz Xaver, și când Salieri a fost angajat Kappelmeister în 1788, el a readus la ordinea zilei opera Figaro în loc să prezinte o operă personală, iar când a fost la festivitățile de încoronare pentru Leopold al II-lea în 1790 avea nu mai puțin de trei masse ale lui Mozart în bagajul său. Salieri și Mozart au compus chiar și o cantată pentru voce și pian intitulată Per la ricuperata salute di Ophelia, care sărbătorea fericita reîntoarcere pe scenă a faimoasei cântărețe Nancy Storace. Aceasta cantată s-a pierdut, deși a fost tipărită de Joseph von Kurzböck în 1785. Davidde penitente K.469 (1785) a lui Mozart, concertul său pentru pian în Mi bemol major K.482 (1785), cvintetul pentru clarinet K.581 (1789), și marea simfonie în Sol minor K.550, au fost prezentate la sugestia lui Salieri care chiar a dirijat una dintre reprezentații în 1791. În ultima sa scrisoare care a supraviețuit, Mozart îi spune soției sale despre prezența lui Salieri la opera sa Flautul Fermecat K 620 vorbind entuziasmat: " A ascultat-o și vizionat-o cu toată atenția, și de la uvertură până la ultimul refren nu a fost nici o bucată care să nu smulgă un bravo sau bello de la el..."
Sănătatea lui Salieri s-a deteriorat în ultimii săi ani de viață și a fost spitalizat cu puțin înainte de moartea sa. La scurt timp după ce a murit s-au răspândit zvonuri că, aflat pe patul de moarte, și-ar fi mărturisit asasinarea lui Mozart. Cei doi asistenți ai lui Salieri, Gottlieb Parsko și Georg Rosenberg, cât și medicul său de familie Joseph Röhrig au declarat însă că nu au auzit asemenea lucruri. Cel puțin una dintre aceste trei persoane a fost cu el în tot timpul spitalizării sale.
După moartea lui Salieri în 1825, drama lui Aleksandr Pușkin, Mozart și Salieri (1831), precum și compunerea unei opere de Nikolai Andreevici Rimski-Korsakov (1898) au pornit o tradiție de licență poetică bazată pe presupusul asasinat. În perioada contemporană, această versiune este reluată și popularizată de piesa puternic ficțională a lui Peter Shaffer, intitulată Amadeus (1979), dar, mai ales, de filmul câștigător al Oscarului din 1984 al lui Milos Forman bazat pe această piesă, în care F. Murray Abraham îl interpretează pe Salieri și Tom Hulce personajul care dă titlul filmului. Atât Schaffer cât și Forman au afirmat în mod expres natura fictivă a operei lor și în timp ce nu este arătat în mod explicit în piesă ca Salieri l-a ucis pe Mozart, el este portretizat ca urându-l de moarte pe rivalul său, mergând până într-acolo încât să îl renege pe Dumnezeu pentru că l-a binecuvântat pe Mozart cu un talent fantastic (portretizat în piesă ca un dandy imatur), în timp ce lui Salieri nu i-a lăsat nimic altceva decât să fie "o mediocritate".
În mare parte din cauza lui Schaffer și a adaptării sale cinematografice cuvântul „Salieri” a intrat în conștiința publicului ca însemnând un artist de calitate, dar care stă în umbra unui geniu sau, mai rău decât atât, un muzician lipsit de talent.